# Euoplocephalus
Fosilele de Euoplocephalus, care sunt destul de abundente pentru un dinozaur cu armură, sugerează că el era unul dintre cei mai răspândiți membri ai acestei grupe din Cretacicul superior în America de Nord, cu aproximativ 70 de milioane de ani în urmă. El era atât de bine protejat încât chiar și pleoapele aveau niște întărituri osoase și se deschideau și se închideau ca niște obloane.